# Selección de fútbol sub-20 de Egipto
La Selección de fútbol sub-20 de Egipto, conocida como la Selección juvenil de fútbol de Egipto, es el equipo que representa al país en la Copa Mundial de Fútbol Sub-20 y en el Campeonato Juvenil Africano; y es controlada por la Federación Egipcia de Fútbol
FUTBOLISTAS:
Mohamed salah

## Palmarés
- Campeonato Juvenil Africano: 4

1981, 1991, 2003, 2013

## Estadísticas

### Campeonato Juvenil Africano
- 1979 - 1.ª ronda
- 1981 - Campeón
- 1983 - 2.ª ronda
- 1985 - 1.ª ronda
- 1987 - 2.ª ronda
- 1989 - 2.ª ronda
- 1991 - Campeón
- 1993 - 3.er lugar
- 1995 - No participó
- 1997 - Fase de grupos
- 1999 - No participó
- 2001 - 3.er lugar
- 2003 - Campeón
- 2005 - Finalista
- 2007 - Fase de grupos
- 2009 - Fase de grupos
- 2011 - 3.er lugar
- 2013 - Campeón

### Mundial Sub-20
| Récord | Récord           | Récord       | Récord       | Récord       | Récord       | Récord       | Récord       | Récord       |
| Año    | Ronda            | Pos.         | J            | G            | E            | P            | GF           | GC           |
| ------ | ---------------- | ------------ | ------------ | ------------ | ------------ | ------------ | ------------ | ------------ |
| 1977   | No clasificó     | No clasificó | No clasificó | No clasificó | No clasificó | No clasificó | No clasificó | No clasificó |
| 1979   | No clasificó     | No clasificó | No clasificó | No clasificó | No clasificó | No clasificó | No clasificó | No clasificó |
| 1981   | Cuartos de final | 8º           | 4            | 1            | 2            | 1            | 9            | 10           |
| 1983   | No clasificó     | No clasificó | No clasificó | No clasificó | No clasificó | No clasificó | No clasificó | No clasificó |
| 1985   | No clasificó     | No clasificó | No clasificó | No clasificó | No clasificó | No clasificó | No clasificó | No clasificó |
| 1987   | No clasificó     | No clasificó | No clasificó | No clasificó | No clasificó | No clasificó | No clasificó | No clasificó |
| 1989   | No clasificó     | No clasificó | No clasificó | No clasificó | No clasificó | No clasificó | No clasificó | No clasificó |
| 1991   | Fase de grupos   | 9º           | 3            | 1            | 0            | 2            | 6            | 2            |
| 1993   | No clasificó     | No clasificó | No clasificó | No clasificó | No clasificó | No clasificó | No clasificó | No clasificó |
| 1995   | No clasificó     | No clasificó | No clasificó | No clasificó | No clasificó | No clasificó | No clasificó | No clasificó |
| 1997   | No clasificó     | No clasificó | No clasificó | No clasificó | No clasificó | No clasificó | No clasificó | No clasificó |
| 1999   | No clasificó     | No clasificó | No clasificó | No clasificó | No clasificó | No clasificó | No clasificó | No clasificó |
| 2001   | Tercer lugar     | 3º           | 7            | 4            | 1            | 2            | 8            | 11           |
| 2003   | Octavos de final | 15º          | 4            | 1            | 1            | 2            | 2            | 3            |
| 2005   | Fase de grupos   | 22º          | 3            | 0            | 0            | 3            | 0            | 5            |
| 2007   | No clasificó     | No clasificó | No clasificó | No clasificó | No clasificó | No clasificó | No clasificó | No clasificó |
| 2009   | Octavos de final | 13º          | 4            | 2            | 0            | 2            | 9            | 7            |
| 2011   | Octavos de final | 9º           | 4            | 2            | 1            | 1            | 7            | 3            |
| 2013   | Fase de grupos   | 17º          | 3            | 1            | 0            | 2            | 4            | 4            |
| 2015   | No clasificó     | No clasificó | No clasificó | No clasificó | No clasificó | No clasificó | No clasificó | No clasificó |
| 2017   | No clasificó     | No clasificó | No clasificó | No clasificó | No clasificó | No clasificó | No clasificó | No clasificó |
| 2019   | No clasificó     | No clasificó | No clasificó | No clasificó | No clasificó | No clasificó | No clasificó | No clasificó |
| 2023   | No clasificó     | No clasificó | No clasificó | No clasificó | No clasificó | No clasificó | No clasificó | No clasificó |
| 2025   | Clasificado      | Clasificado  | Clasificado  | Clasificado  | Clasificado  | Clasificado  | Clasificado  | Clasificado  |
| Total  | 3º Lugar         | 8/21         | 32           | 12           | 5            | 15           | 45           | 45           |